# Gruppe GT4

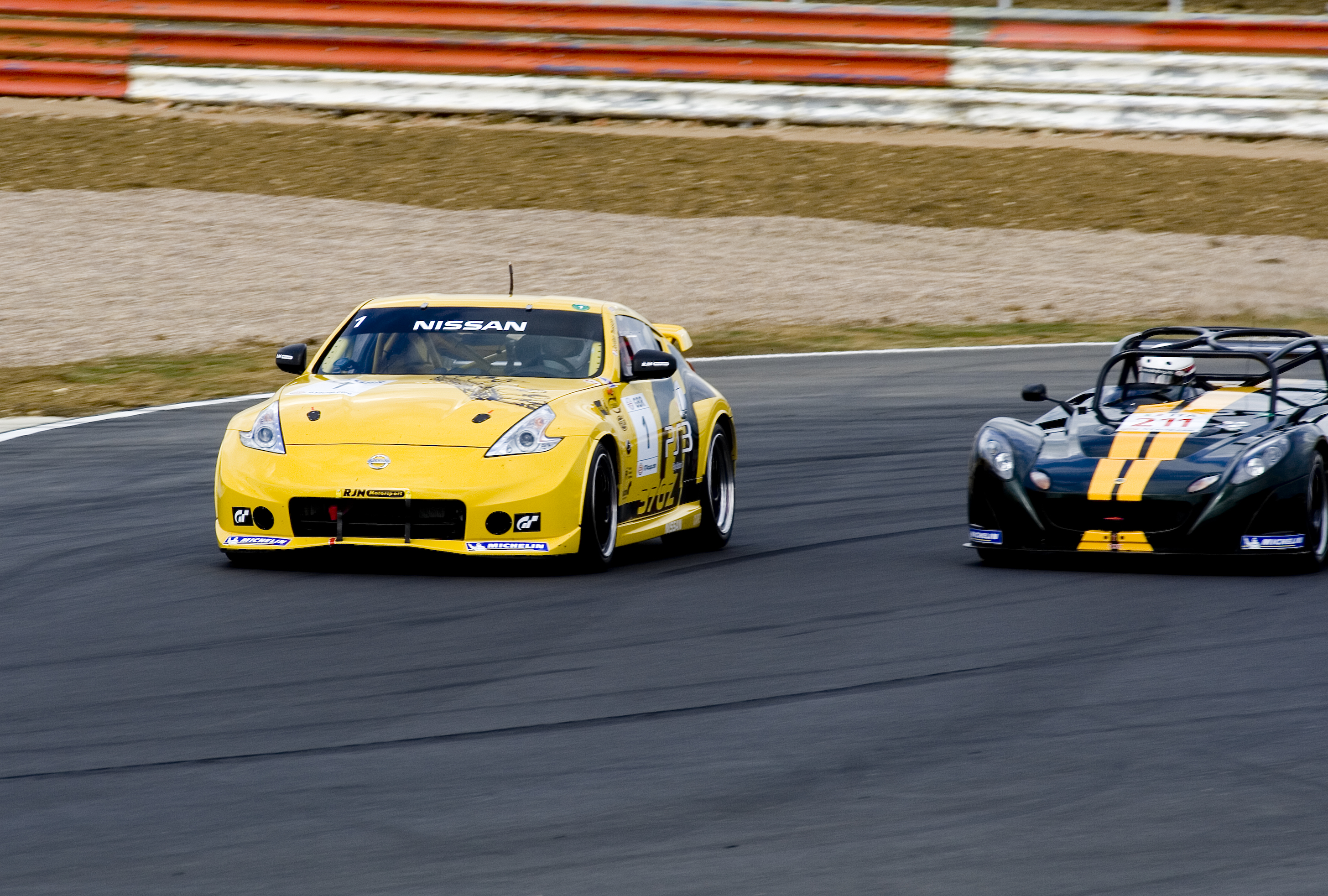
Nissan 370Z und Lotus 2-Eleven auf dem Silverstone Circuit im Jahr 2010

Die Gruppe GT4 ist eine im Jahre 2006 von der SRO Motorsports Group (SRO) initiierte Fahrzeugkategorie im Motorsport. Sie ist gering modifizierten Gran-Turismo-Fahrzeugen vorbehalten, die einen relativ kostengünstigen Einstieg in den GT-Rennsport unterhalb der leistungsstärkeren Kategorien GT1, GT2 und GT3 ermöglichen sollen. Die Entscheidungshoheit über die Klasse liegt nicht beim Automobilweltverband FIA, sondern bei der SRO. Diese stuft die Fahrzeuge bei Balance-of-Performance-Tests mit Handicap-Maßnahmen auf annähernd gleichem Leistungsniveaus ein, um eine Chancengleichheit der unterschiedlichen Konstruktionen zu gewährleisten.
Die Gruppe GT4 ist technisch nicht identisch mit der Kategorie GT4, die in der Global GT Series zwischen 1994 und 1995 verwendet wurde.

## Geschichte
Die Kategorie wurde zum Jahr 2007 eingeführt, nachdem die SRO Motorsports Group zuvor bereits die Klasseneinteilung der FIA-GT-Meisterschaft neu geregelt und die FIA GT3-Europameisterschaft initiiert hatte. Wegen der geringen Modifikationen an den Fahrzeugen sollte die GT4 von den Anschaffungs- und Einsatzkosten, sowie der vergleichsweise geringen Fahrleistungen, die Einstiegsklasse für Amateurfahrer in den GT-Sport bilden. 2007 wurde daher auch der GT4 Europacup ausgeschrieben, um der Fahrzeugkategorie eine entsprechende Meisterschaft geben zu können.
2008 führten die Britische GT-Meisterschaft und die Italienische GT-Meisterschaft als erste nationale Rennserien die Kategorie GT4 ein. 2008 wurde ebenfalls die Unterkategorie Sports Light für Roadster eingeführt, die im Jahr 2009 in Supersport umbenannt wurde. Neben dem GT4-Europacup wurde 2009 mit der Dutch GT4 Championship eine weitere Serie von der SRO initiiert, die ausschließlich GT4-Fahrzeugen vorbehalten war. Im gleichen Jahr ist die Gruppe GT4 auch in der VLN Langstreckenmeisterschaft und dem 24-Stunden-Rennen auf dem Nürburgring als Kategorie offiziell zugelassen worden. 2010 schrieb die brasilianische GT-Serie eine Meisterschaft für die Kategorie GT4 neben der GT3 aus. Die neu gegründete GT Asia führte ebenfalls 2010 die Klassenstruktur GT3 und GT4 ein.
Trotz der Expansion in unterschiedliche nationale Meisterschaften und der Austragung des GT4 Europacups, konnte sich die Gruppe GT4 – im Gegensatz etwa zur Gruppe GT3 im Zeitraum von 2006 bis 2012 – nicht nachhaltig etablieren: So waren selbst im Europacup selten mehr als 20 Fahrzeuge, einschließlich der Unterkategorie Supersport, gemeldet. 2012 wurde der Europacup sogar abgesagt.
Obwohl das Konzept der Gruppe GT4 auf den Einsatz durch Privatfahrer und -teams ausgelegt ist, so nutzten Automobilhersteller ihre GT4-Fahrzeuge mehr oder minder direkt. Aston Martin entwickelte den Vantage regelmäßig weiter und betrieb so nicht nur extensiv Kundensport, wie etwa einen eigenen Markenpokal im asiatischen Raum und in Großbritannien, sondern unternahm auch werksunterstütze Einsätze. Beim 24-Stunden-Rennen auf dem Nürburgring z. B. wurde schon ab 2006 – noch vor der Einführung der Gruppe GT4 – teilgenommen. Nissan verwendete die GT4-Modelle des 350Z und 370Z für die gemeinsam mit Sony durchgeführte GT Academy und ermöglichte den Gewinnern – Lucas Ordoñez, Jordan Tresson und Jann Mardenborough – internationale Renneinsätze mit diesen Fahrzeugen.

## Technisches Reglement
Das technische Reglement der GT4 wird durch das „Règlement Technique pour Voitures de Grand Tourisme de type GT4“ und das „Règlement d’homologation pour voitures de type GT4“ der SRO bestimmt. Das SRO GT4 Bureau genehmigt die Fahrzeuge, während der Royal Automobile Club de Belgique (RACB) diese homologiert.
Grundlage müssen Serienfahrzeuge mit einer jährlichen Produktionsmenge von mindestens 300 Einheiten sein, die durch geringe Modifikationen renntauglich gemacht und durch Vergleichstests mit anschließenden Nivellierungsmaßnahmen auf eine annähernd ähnliche Fahrleistung gebracht werden. Das Mindestgewicht beträgt 1000 kg. Neben der Entfernung der Innenraumverkleidungen und dem Einbau von Sportsitzen, dürfen die Veränderungen lediglich den Einbau neuer Bremsanlagen, Dämpfersysteme und Sicherheitsausstattung wie etwa Überrollkäfige oder Renntanks umfassen. Der Motor und die Motorposition im Fahrzeug dürfen nicht ohne Sonderfreigabe („waiver“) der SRO verändert werden, wobei ein Masse-Leistungs-Verhältnis von 3,5 kg/PS als Richtwert angestrebt werden soll. Die Karosserie darf nicht verändert und aerodynamische Vorrichtungen wie Flügel oder Spoiler nur verwendet werden, wenn sie bereits Teil des Serienfahrzeugs sind oder wenn sie durch eine Sonderfreigabe genehmigt werden.
Für die Roadster der Unterkategorie Sports Light bzw. ab 2009 Supersport besteht keine Mindestanzahl an jährlich produzierten Fahrzeugen. Ihr Mindestgewicht ist auf 750 kg festgelegt.
Infolge der Vergleichstests der Balance of Performance können Modifikationen an Fahrzeuggewicht und Bodenfreiheit, sowie zusätzlich oder alternativ an der Air-Restriktorengröße oder den Drehzahlgrenzen festgelegt werden, um die Chancengleichheit zu wahren bzw. diese bei neu homologierten Fahrzeugen sicherzustellen.

## Fahrzeugmodelle
Folgende Fahrzeugmodelle sind von der SRO für die Gruppe GT4 zugelassen oder zugelassen gewesen. Der Neupreis für ein GT4-Fahrzeug beträgt ca. 120.000 Euro.
| Marke        | Fahrzeug                | Anbieter/Tuner                                                 | Eingesetzt seit                                        |
| ------------ | ----------------------- | -------------------------------------------------------------- | ------------------------------------------------------ |
| KTM          | X-Bow GT4               | Reiter Engineering                                             | 2018                                                   |
| Lotus        | Evora GT4               | Cyan Racing                                                    | 2018                                                   |
| Alpine       | A110 GT4                | Signatech-Alpine                                               | 2018                                                   |
| Mercedes-AMG | GT4                     | Mercedes-AMG GmbH                                              | 2017                                                   |
| BMW          | M4 GT4                  | BMW Motorsport                                                 | 2018                                                   |
| McLaren      | 570S GT4                | McLaren Automotive                                             | 2016                                                   |
| Porsche      | Cayman GT4 Clubsport MR | Manthey-Racing                                                 | 2016                                                   |
| Audi         | R8 LMS GT4              | Audi Sport GmbH                                                | 2017                                                   |
| Aston Martin | V8 Vantage N24          | Aston Martin Racing                                            | 2007                                                   |
| Aston Martin | Vantage GT4             | Aston Martin Racing                                            | 2009                                                   |
| Aston Martin | Vantage GT4             | Aston Martin Racing                                            | 2011                                                   |
| Aston Martin | Vantage GT4             | Aston Martin Racing                                            | 2012                                                   |
| BMW          | BMW M3 GT4              | BMW Motorsport                                                 | 2009                                                   |
| BMW          | BMW Z4                  | G&A Racing                                                     | 2007                                                   |
| Chevrolet    | Camaro GT4              | Riley Technologies (Europaimporteur: Equipe Verschuur ab 2010) | 2009                                                   |
| Chevrolet    | Corvette C6 GT          | Callaway Competition GmbH                                      | 2008                                                   |
| Ford         | Mustang FR500C GT4      | Matech Concepts                                                | 2007                                                   |
| Ginetta      | Ginetta G50             | Ginetta                                                        | 2007                                                   |
| Ginetta      | Ginetta G50             | Ginetta                                                        | 2010                                                   |
| Ginetta      | Ginetta G50             | Ginetta                                                        | 2012                                                   |
| Ginetta      | Ginetta G55             | Ginetta                                                        | 2014                                                   |
| Lotus        | Lotus Evora GT4         | Lotus Cars                                                     | 2011 (bereits für 2010 angekündigt)                    |
| Lotus        | Lotus Exige GT4         | Lotus Cars                                                     | 2007                                                   |
| Maserati     | Trofeo                  | Maserati                                                       | 2007 (seit 2003 für den Trofeo-Markenpokal produziert) |
| Maserati     | GranTurismo MC          | Maserati                                                       | 2009                                                   |
| Mazda        | MX-5 GT                 | Mazda UK                                                       | 2012                                                   |
| Nissan       | 350Z                    | RJN Motorsport                                                 | 2007                                                   |
| Nissan       | 350Z                    | Solution F                                                     | 2007                                                   |
| Nissan       | 370Z                    | RJN Motorsport                                                 | 2010                                                   |
| Porsche      | 997 GT3                 | GT3.nl                                                         | 2009                                                   |
| Porsche      | 997 GT3 Cup             | GT3.nl                                                         | 2012                                                   |
| Porsche      | Cayman                  | GPR                                                            | 2007                                                   |
| Porsche      | Cayman                  | Star Cars (Team Mauriello Sport)                               | 2010                                                   |

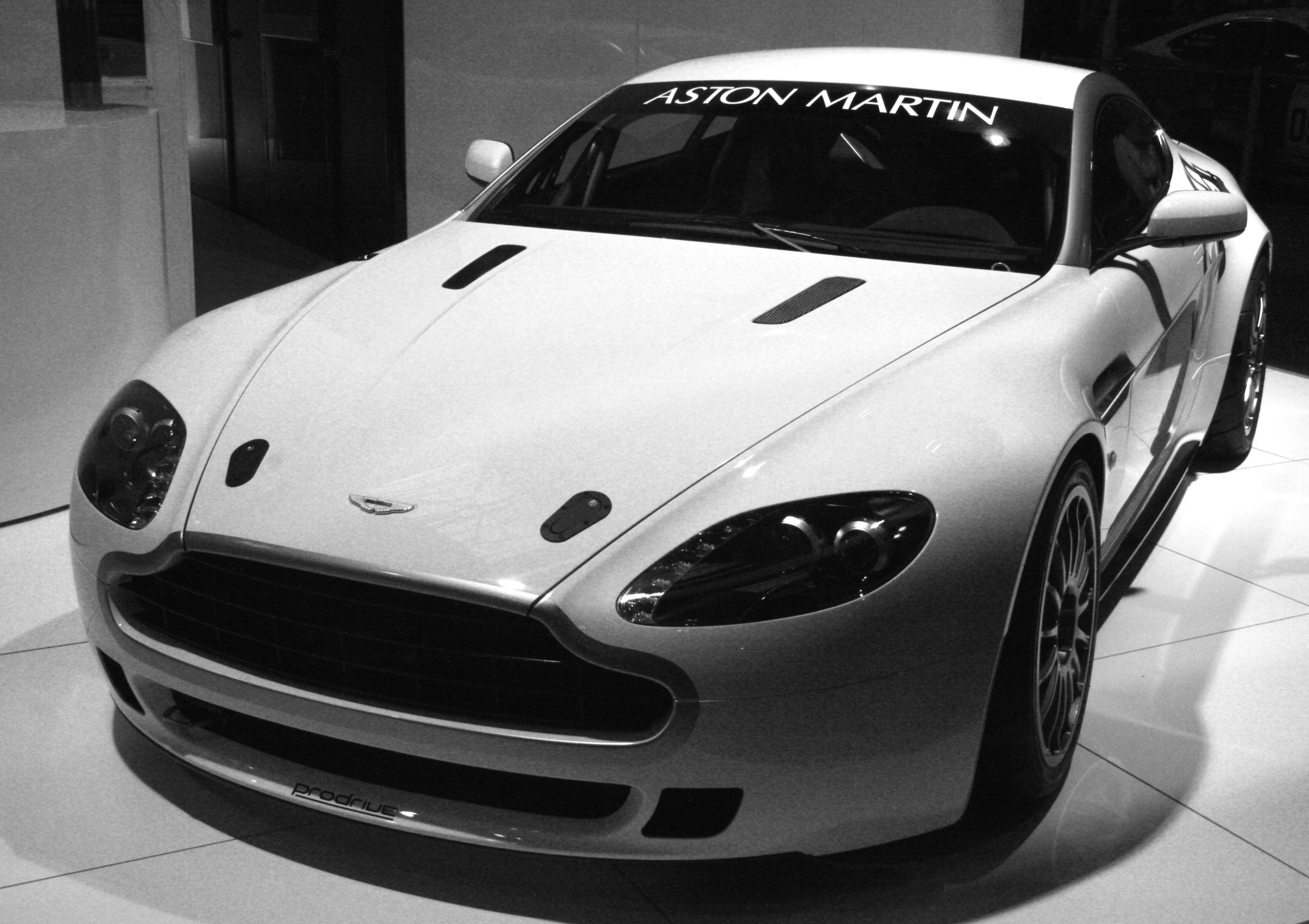
Aston Martin Vantage GT4 bei der Automobilmesse Autosport International 2009

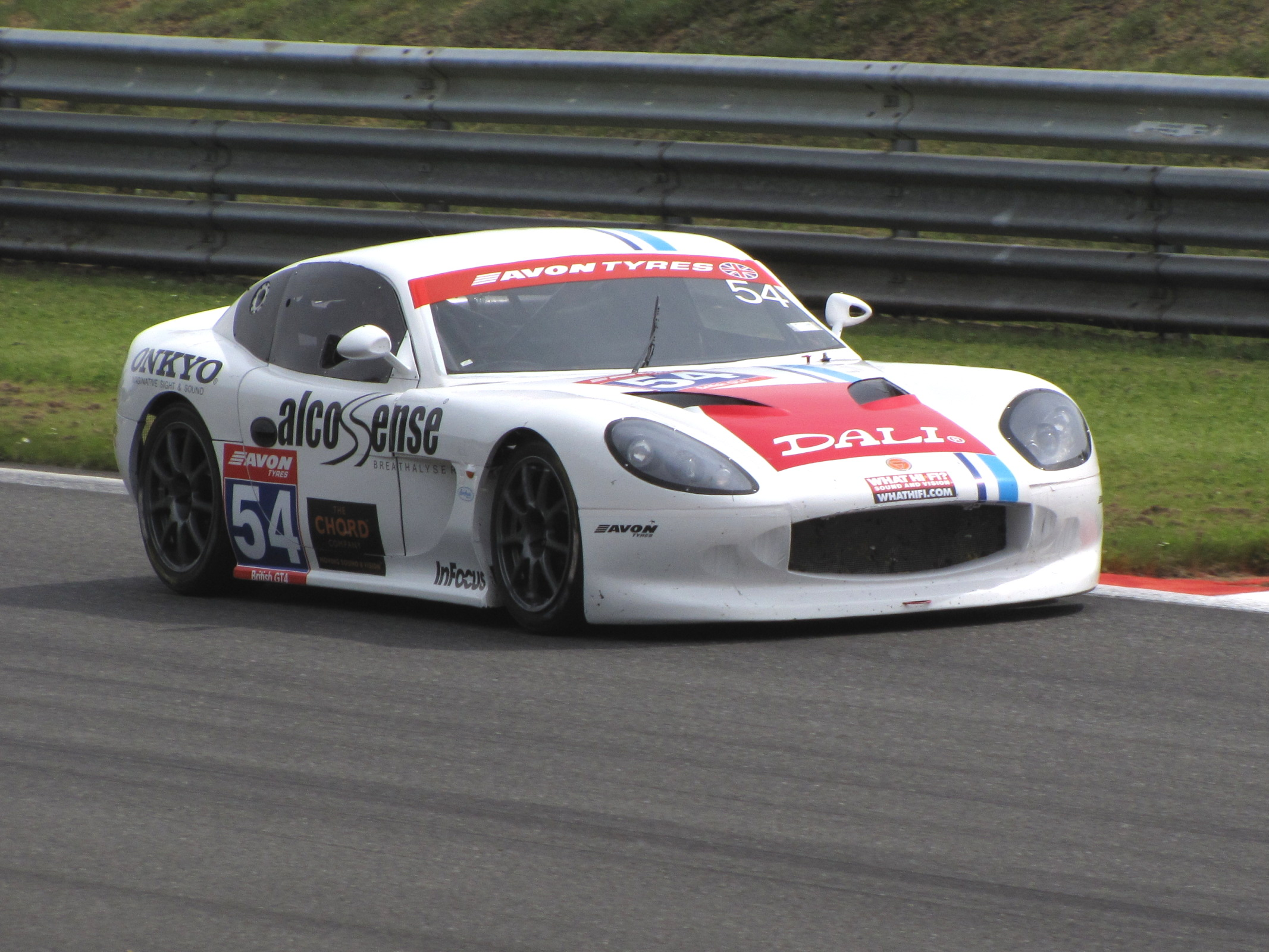
Ginetta G50 in Spa-Francorchamps 2009

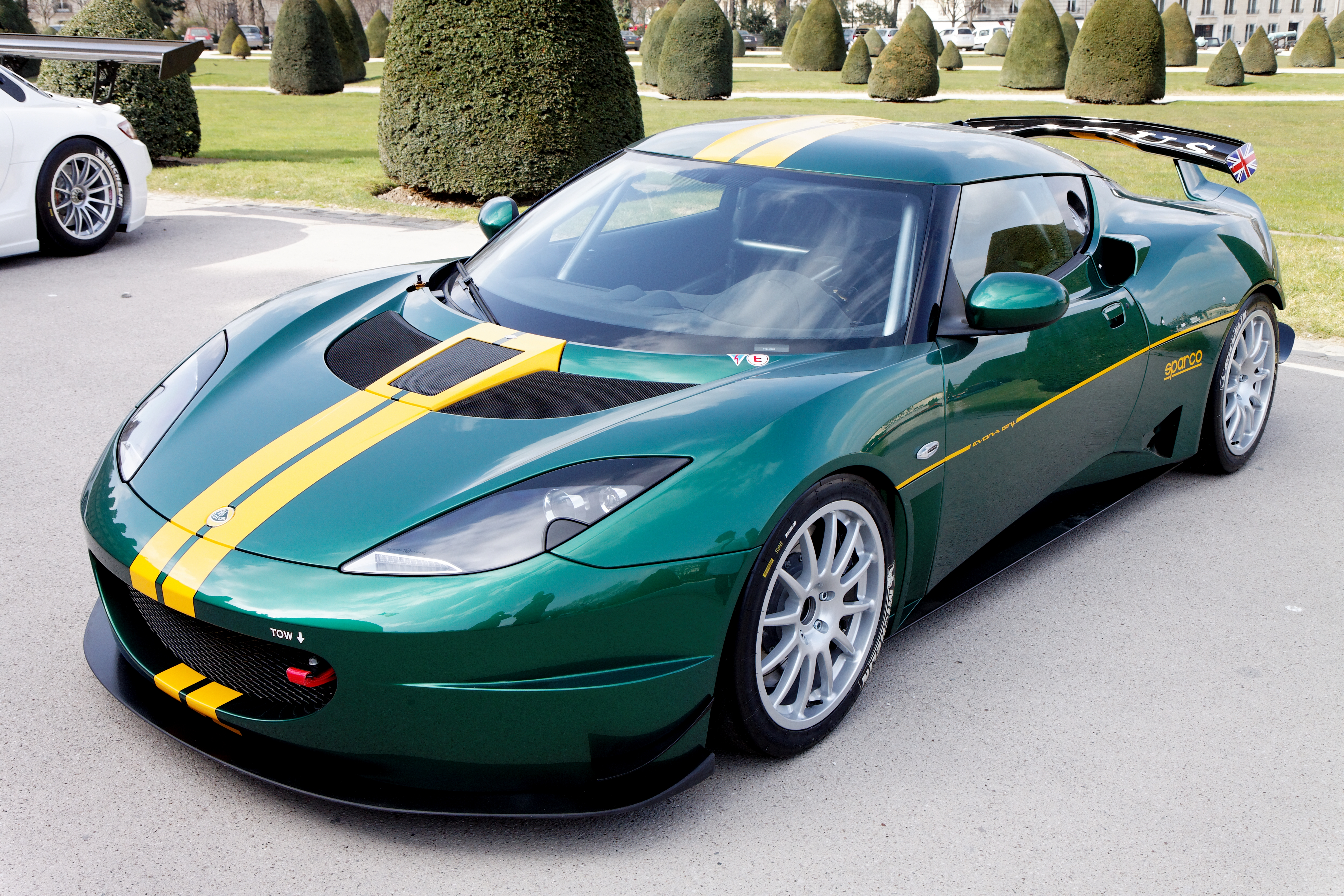
Lotus Evora GT4 bei der Präsentation der Blancpain Endurance Series 2011

Zugelassene Fahrzeugmodelle für die Unterkategorie Sports Light (2008) bzw. Supersport (ab 2009) für Roadster.
| Marke       | Fahrzeug       | Anbieter/Tuner            | Eingesetzt seit                                                                           |
| ----------- | -------------- | ------------------------- | ----------------------------------------------------------------------------------------- |
| Donkervoort | D8GT           | Donkervoort               | 2008                                                                                      |
| Donkervoort | D8GT           | Donkervoort               | 2010                                                                                      |
| KTM         | X-Bow          | Reiter Engineering        | 2008                                                                                      |
| KTM         | X-Bow          | ABG Motorsport            | 2011(geplant für 2011, wegen Einstellung der Kategorie jedoch nicht realisiert)           |
| Lotus       | 2-Eleven       | Lotus Cars                | 2009                                                                                      |
| Peugeot     | 207 THP Spider | Peugeot                   | 2009                                                                                      |
| YES!        | Roadster       | Young Engineers Sportscar | 2008 (Einsatz nur im Training und Qualifying des GT4-Europacup-Rennwochenendes in Nogaro) |

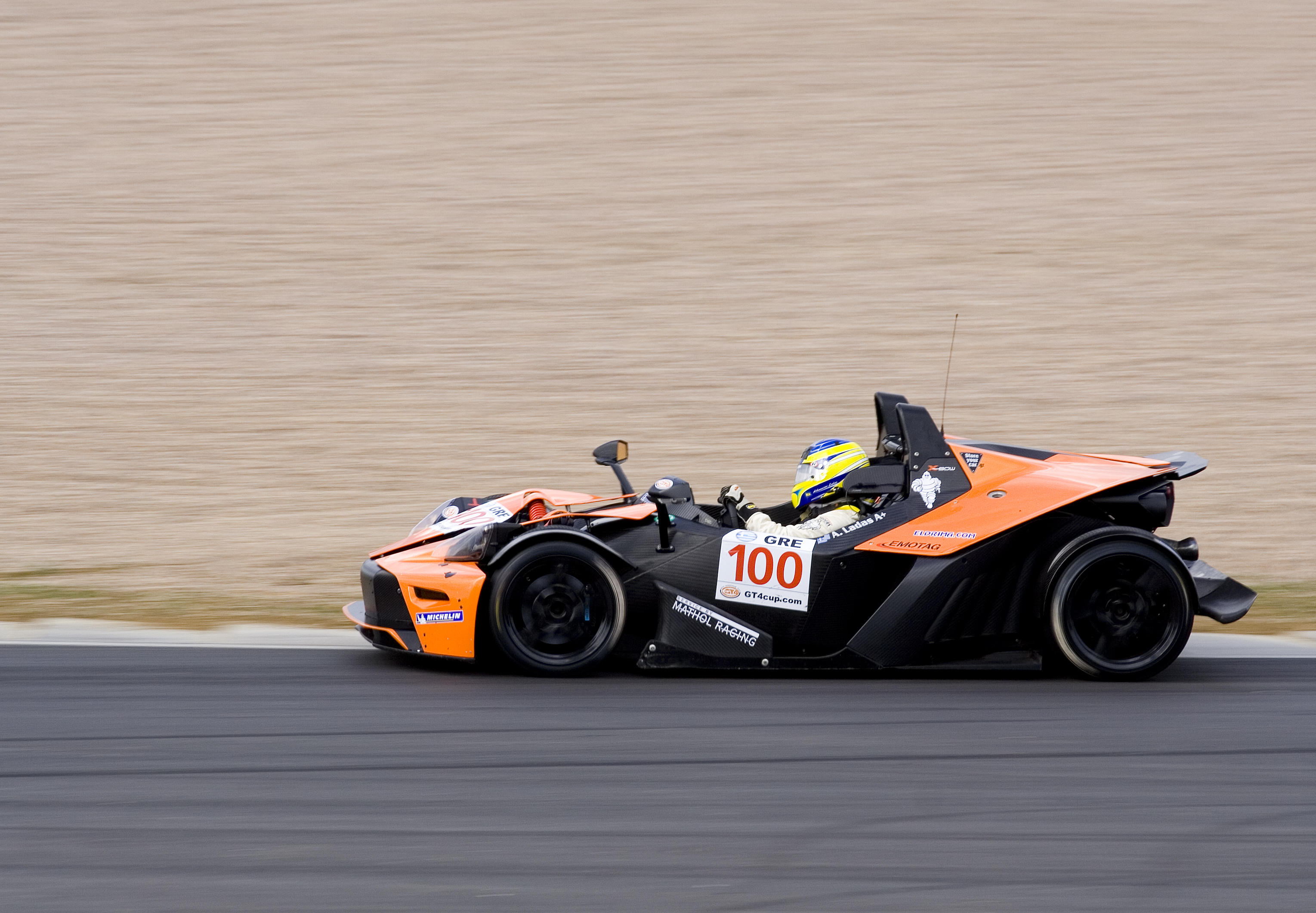
KTM X-Bow der Kategorie Supersport in Silverstone 2010

Einige Fahrzeuge wurden als Umbauten oder Neuentwicklungen für die Gruppe GT4 angekündigt, aber nicht als solche eingesetzt.
| Marke  | Fahrzeug | Anbieter/Tuner                | Ankündigung |
| ------ | -------- | ----------------------------- | --- |
| Audi   | TT       | JvO Autosport                 | 2008 vorgestellt und im Training der Rennwochenenden GT4 Europacups in Oschersleben und Spa-Francorchamps eingesetzt, aber nicht als GT4 klassifiziert. |
| Audi   | TT       | quattro GmbH                  | 2010 vorgestellt, aber nicht als GT4 eingesetzt. |
| Gillet | Vertigo  | Belgian Racing                | 2008 für das Rennwochenende des GT4 Europacups in Monza in der Kategorie Sports Light angekündigt, aber nicht als GT4 eingesetzt.                       |
| Jaguar | XKR      | Triple Eight Race Engineering | 2009 vorgestellt, aber nicht eingesetzt. |
| Opel   | GT       | Tork Engineering              | 2007 vorgestellt, aber nicht eingesetzt. |
| Toyota | GT86 GT4 | GPRM                          | 2013 vorgestellt, aber nicht eingesetzt |

Darüber hinaus wurden in der Pressemitteilung der SRO für den FIA GT4 Europacup 2008 auch Alfa Romeo Brera, Mazda RX-8 und Mercedes SLK als zukünftige GT4-Fahrzeuge vorgestellt, allerdings wurde keines von diesen bis zur Rennreife entwickelt.

Der Ginetta G50 wurde für die Saison 2008 als Sports Light angekündigt, aber nur als GT4 eingesetzt.

## Rennserien und Langstreckenrennen
Rennfahrzeuge der Gruppe GT4 werden in verschiedenen nationalen und internationalen Rennserien eingesetzt. Je nach Reglement können GT4-Fahrzeuge jedoch abweichend bezeichnet werden. In einigen Serien wie dem GT4 Europacup und der Dutch GT4 Championship sind sie als einzige Klasse zugelassen. Startberechtigt sind oder waren GT4-Fahrzeuge unter anderem in:
| Serie                                     | Einsatzzeitraum | Bezeichnung                                                         |
| ----------------------------------------- | --------------- | ------------------------------------------------------------------- |
| Aston Martin Asia Cup                     | 2008–2009       | keine (Markenpokal)                                                 |
| Aston Martin GT4 Challenge                | 2010–2012       | keine (Markenpokal)                                                 |
| Australian GT                             | 2008–2012       | GT Production (2008–2010); GT Challenge (2011); GT Sports (ab 2012) |
| Belcar                                    | 2007–2009       | Division 2                                                          |
| Blancpain Endurance Series                | 2011            | GT4                                                                 |
| Britische GT-Meisterschaft                | 2008–2012       | GT4                                                                 |
| Campeonato de España GT                   | 2008–2012       | GTB bzw. GTB Light (2008); GT Light (2009–2012)                     |
| Campionato Italiano Gran Turismo          | 2008, 2010–2012 | Trofeo Nazionale C.S.A.I. Gran Turismo Classe GT4                   |
| Dutch GT4 Championship                    | 2009–2012       | GT4                                                                 |
| GT Asia Cup                               | 2010–2012       | GT4                                                                 |
| GT Brasil                                 | 2010–2012       | GTBR4                                                               |
| GT4 Europacup                             | 2007–2011       | GT4                                                                 |
| VLN Langstreckenmeisterschaft Nürburgring | 2009–2012       | Klasse VLN-Specials 10 (= SP10)                                     |
| Swedish GT                                | 2011–2012       | GTC (2011); GTB (ab 2012)                                           |

Die Pläne seitens der SRO Deutschland, das ADAC GT Masters in der Saison 2009 um die Kategorie GT4 zu erweitern, wurden auf Grund der wirtschaftlichen Lage eingestellt und nicht wieder aufgenommen. Die nordamerikanische Grand Am Serie ließ 2012 den Aston Martin Vantage GT4 für die Klasse Grand Sport zu, obwohl diese ansonsten ein anderes technisches Reglement aufweist als die Gruppe GT4.
In folgenden internationalen Langstreckenrennen, die zum Teil nach den Regularien oben genannter Serien ausgetragen werden, sind GT4-Fahrzeuge ebenfalls startberechtigt:
| Veranstaltung                           | Einsatzzeitraum                          | Bezeichnung                                               |
| --------------------------------------- | ---------------------------------------- | --------------------------------------------------------- |
| 24-Stunden-Rennen von Dubai             | 2009–2012                                | A4 und A5 im Jahr 2009; SP3 GT4-A in den Jahren 2010–2012 |
| 24-Stunden-Rennen auf dem Nürburgring   | 2009–2012                                | SP10                                                      |
| 24-Stunden-Rennen von Spa-Francorchamps | 2010–2012 (bereits für 2009 angekündigt) | GT4                                                       |
| 12-Stunden-Rennen von Bathurst          | 2012                                     | Class C – FIA GT4                                         |

## Galerie

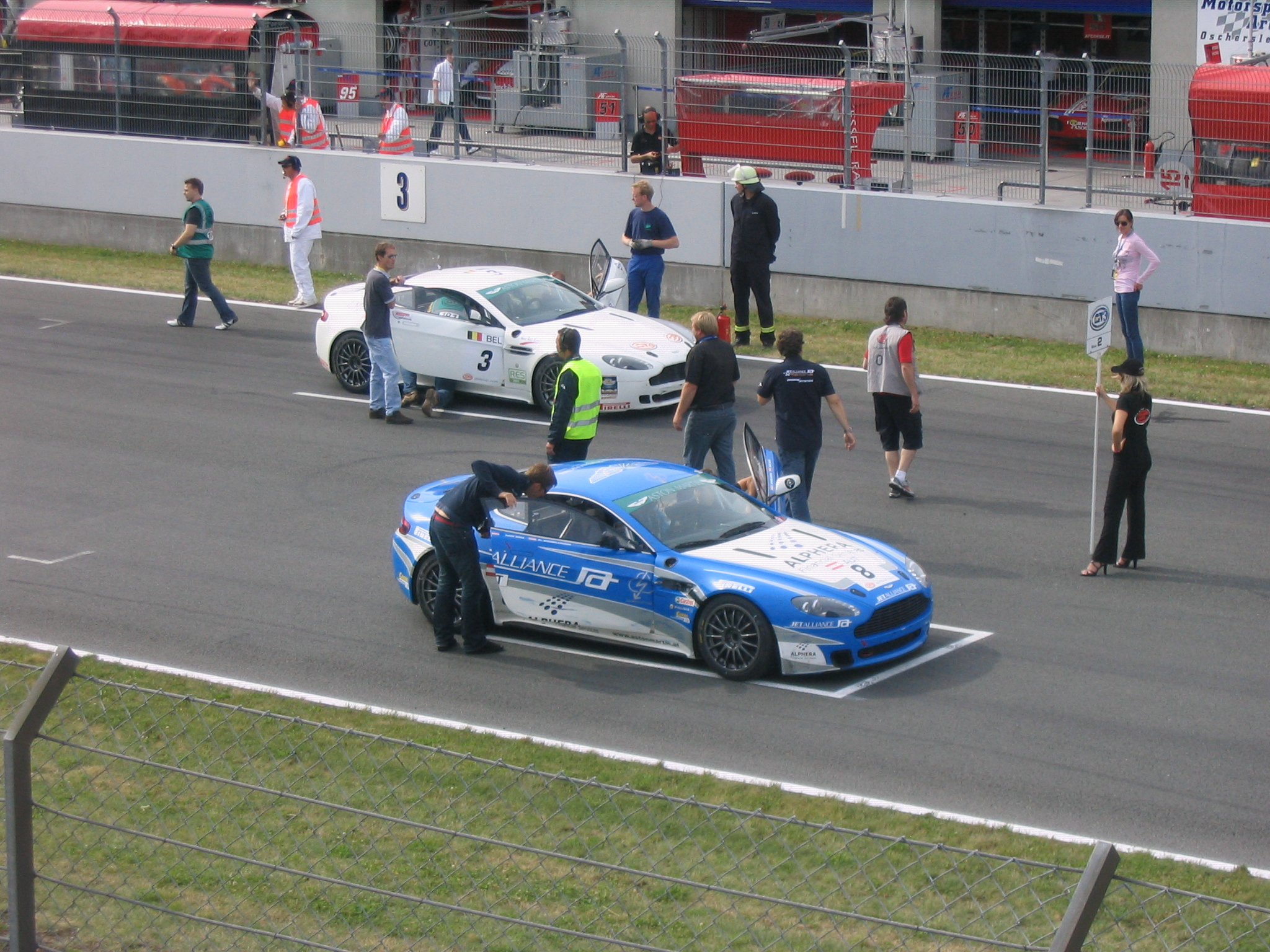
Zwei Aston Martin V8 Vantage N24 in der Startaufstellung in Oschersleben 2008
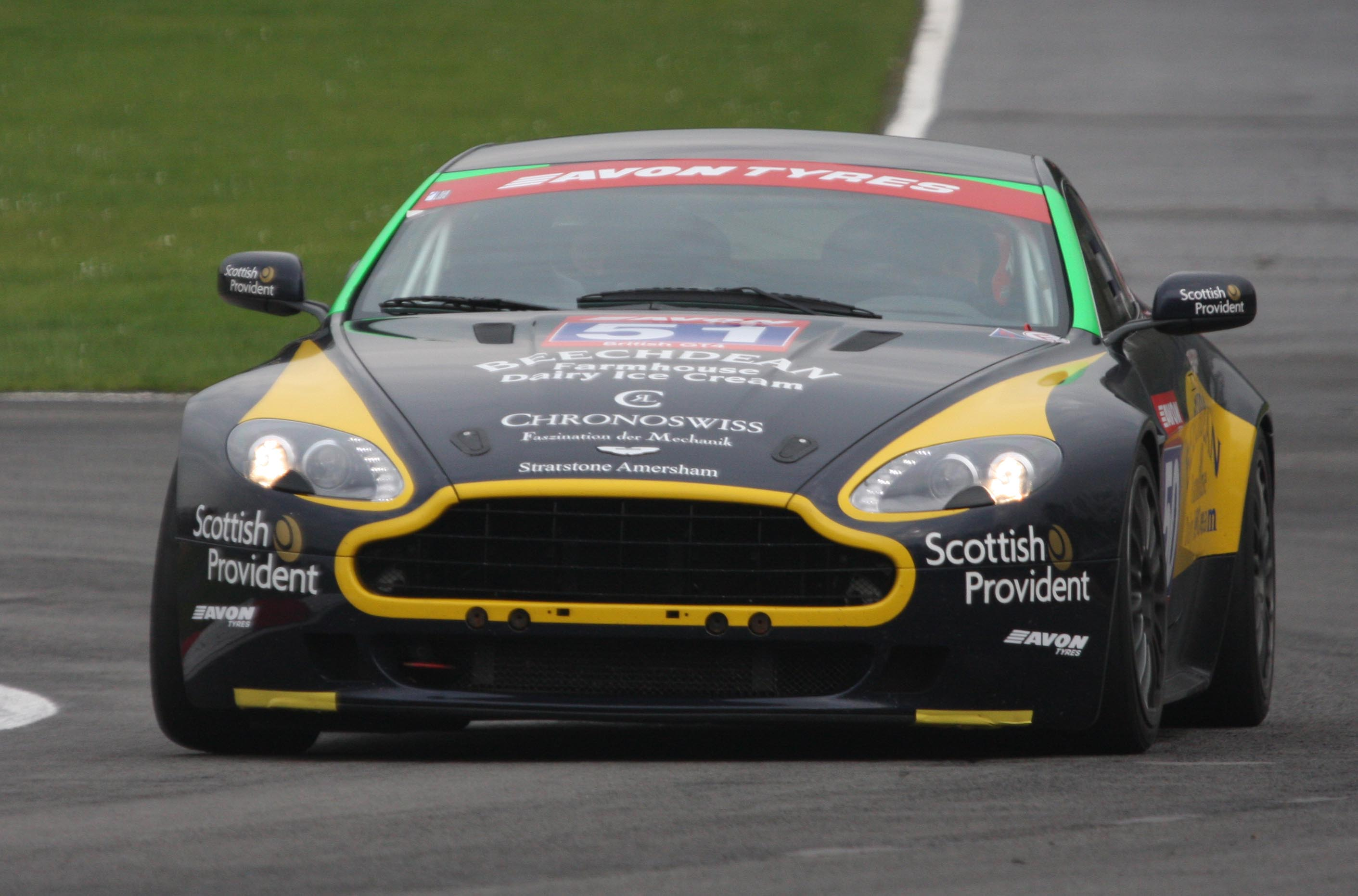
Aston Martin Vantage GT4 in Brands Hatch 2009
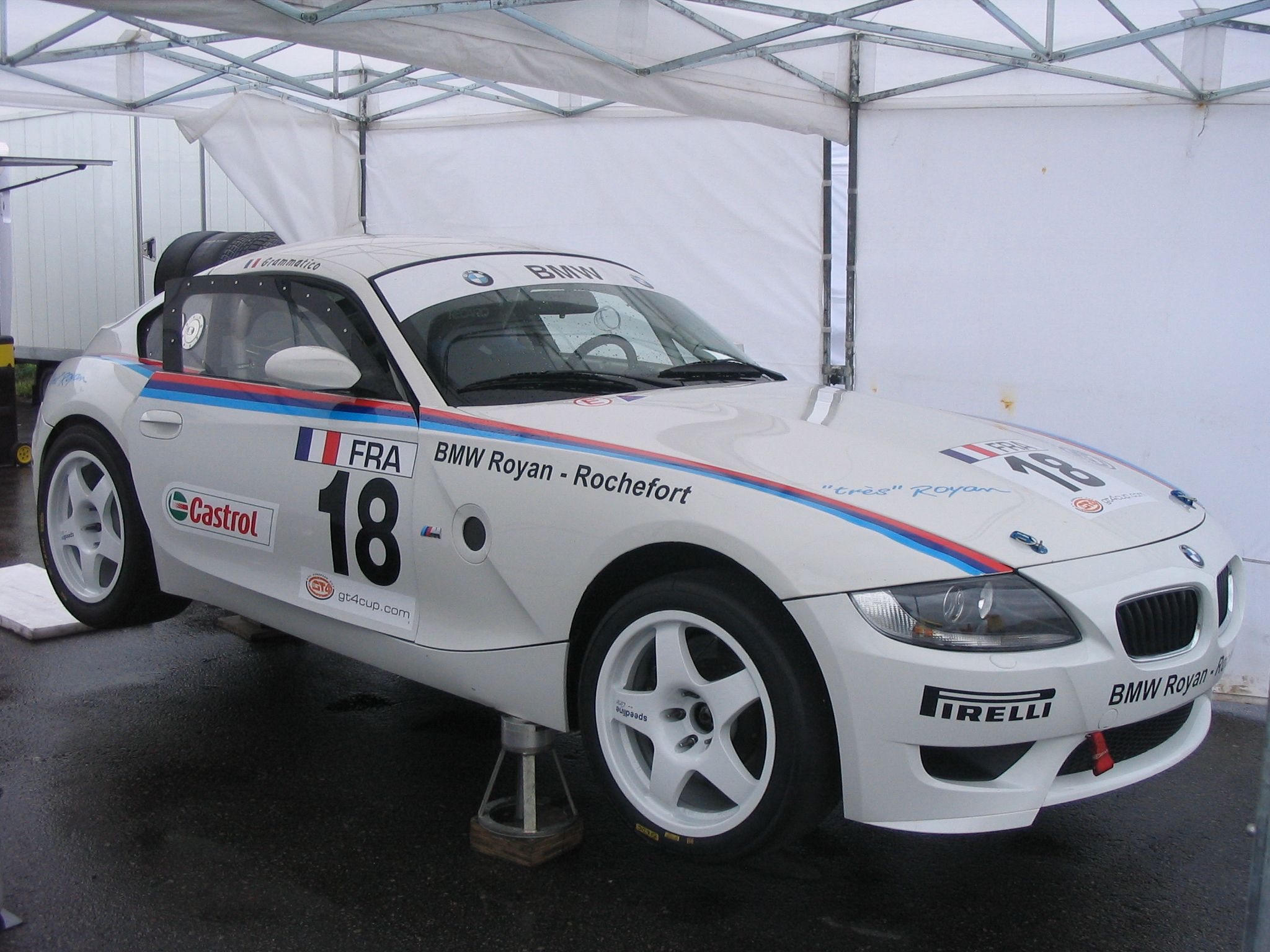
BMW Z4 im Jahr 2008
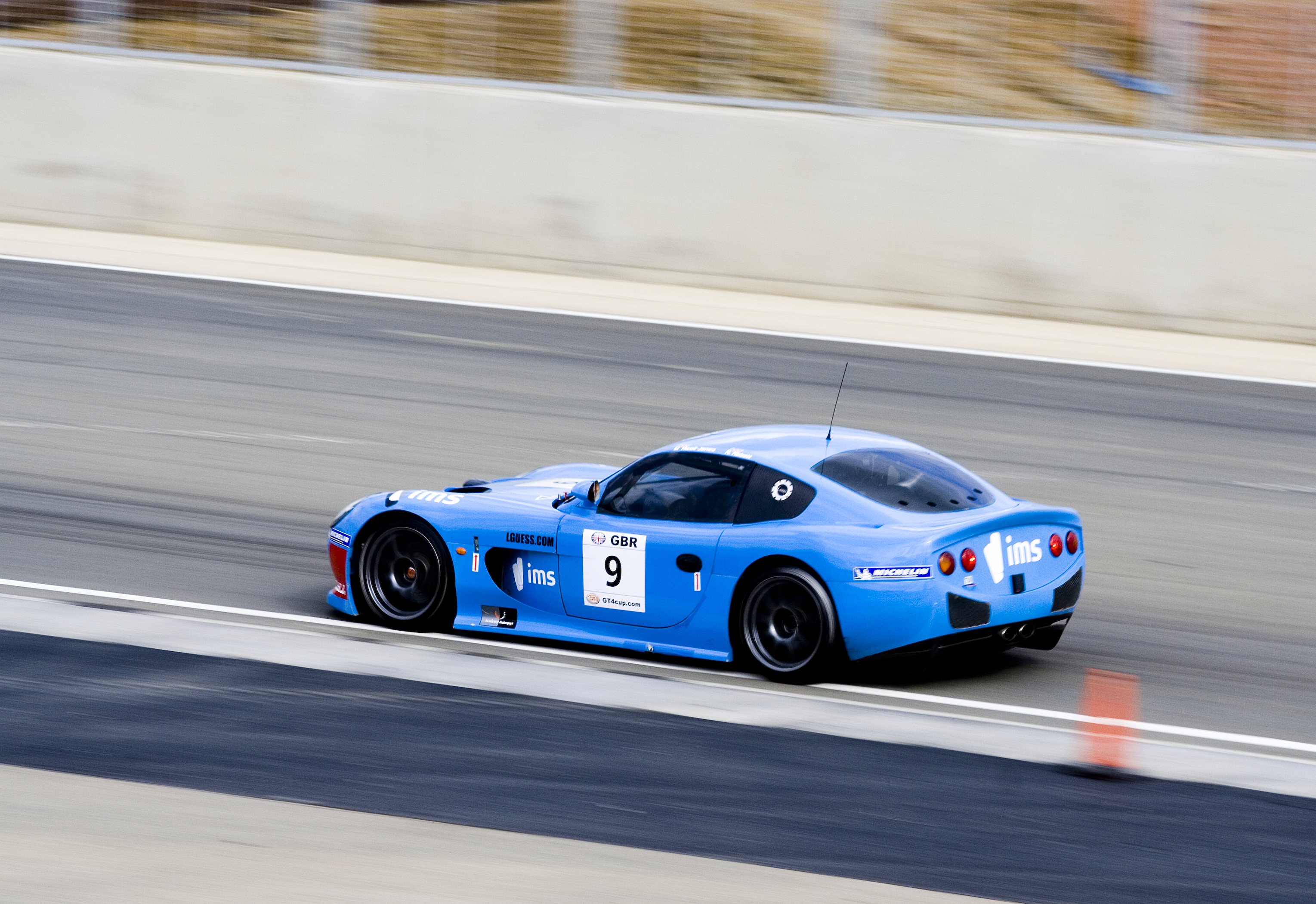
Ginetta G50 in Silverstone 2010
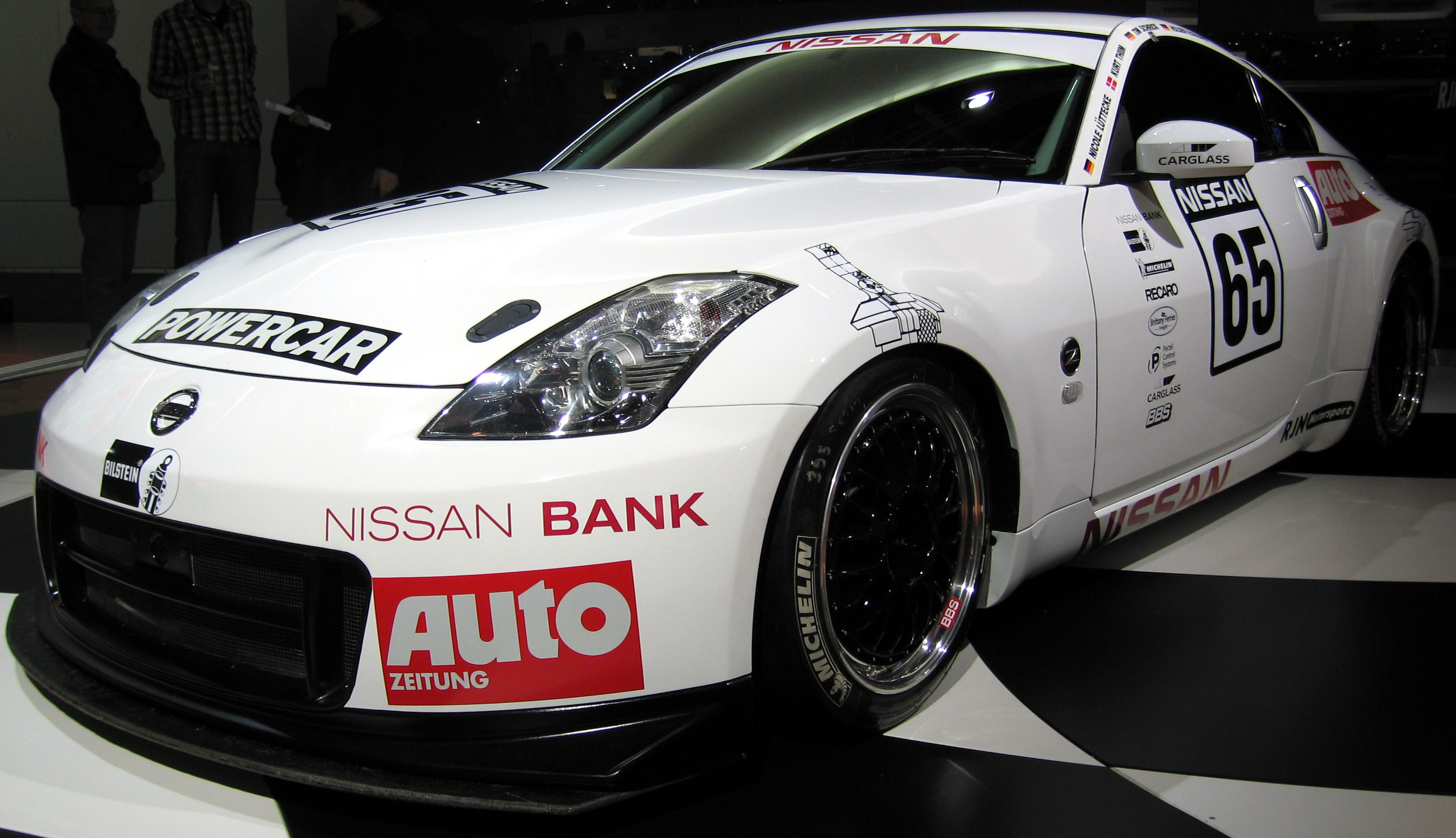
Nissan 350Z für das 24-Stunden-Rennen auf dem Nürburgring 2007
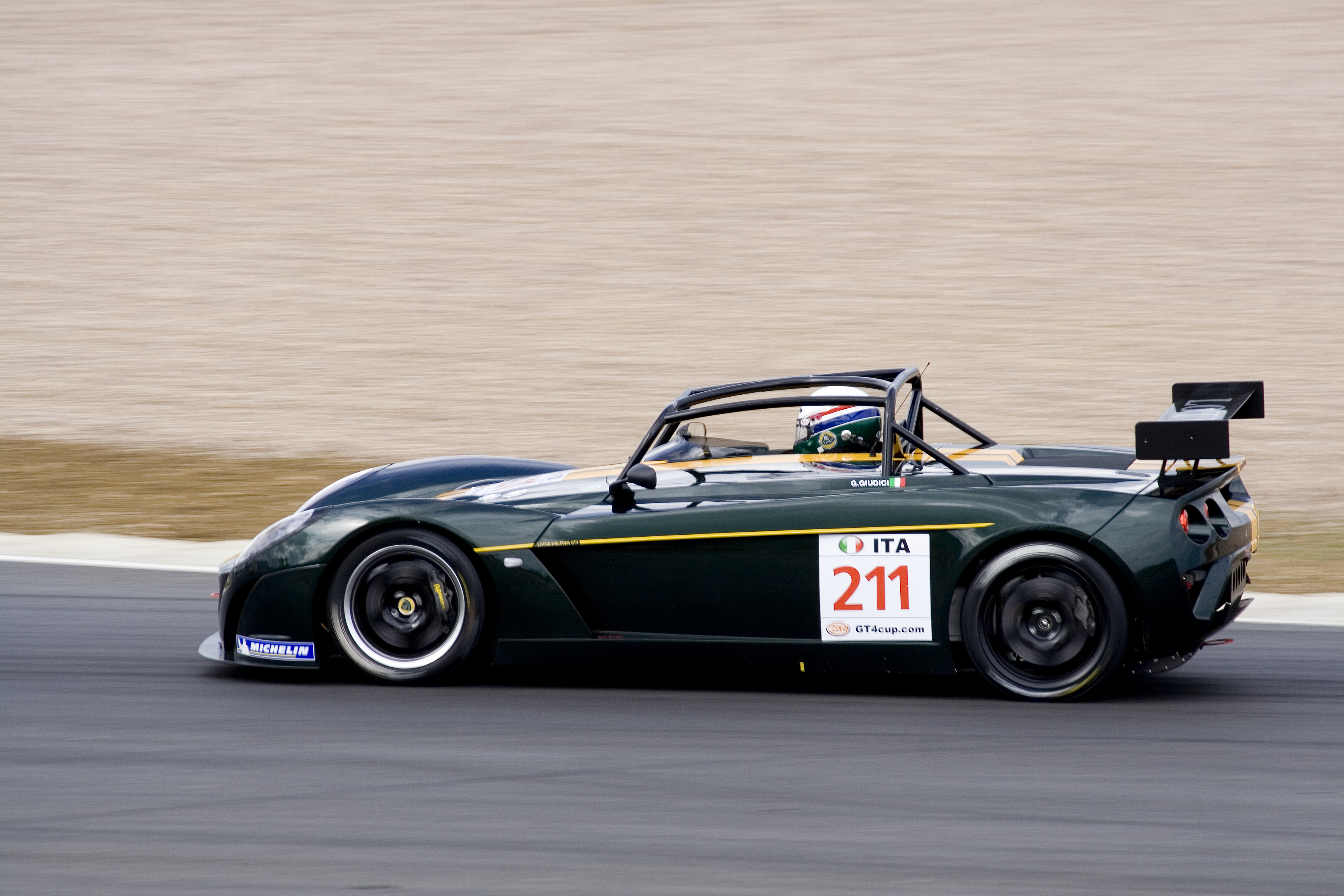
Lotus 2-Eleven der Kategorie Supersport in Silverstone 2010